# 라다

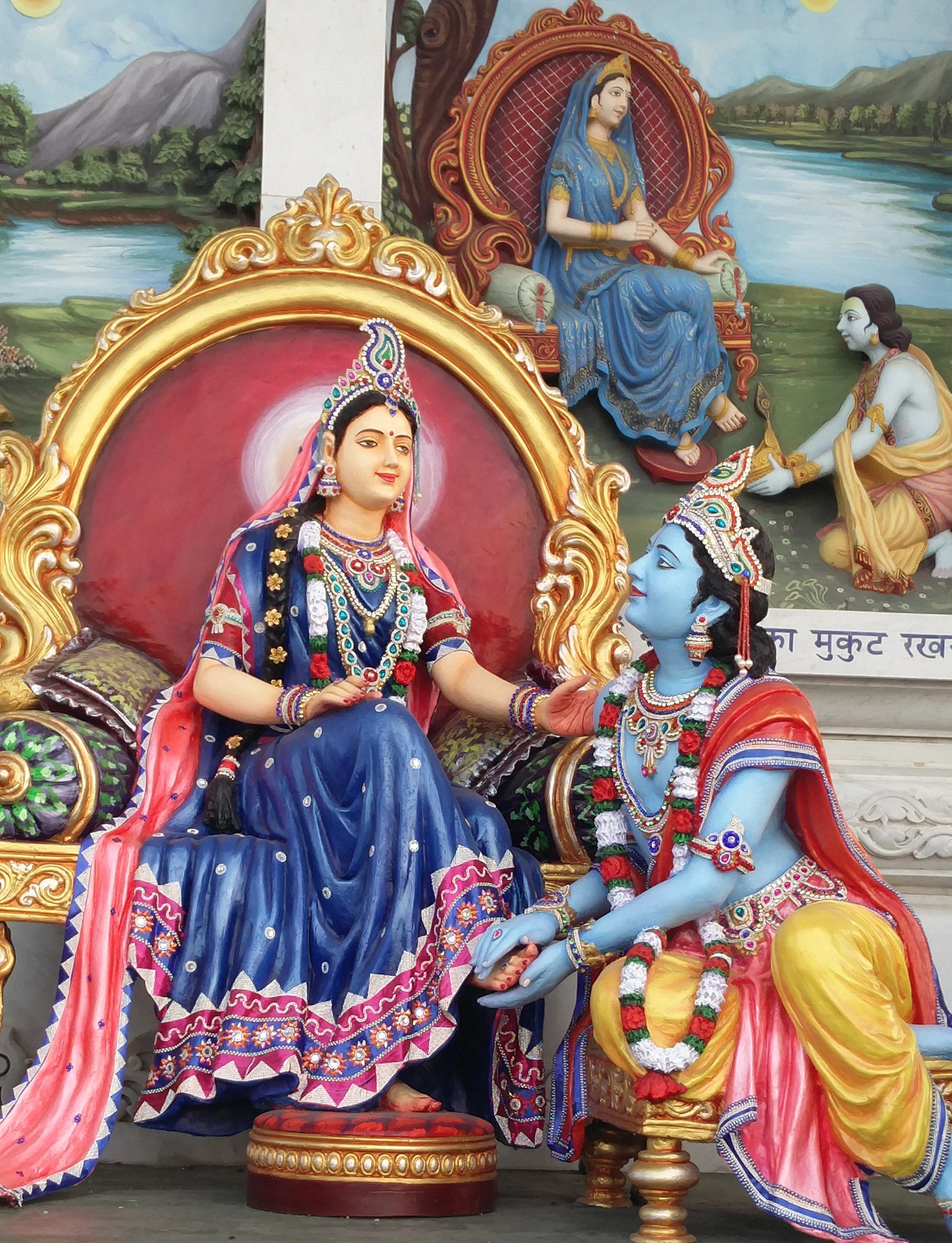
라다: 이 그림은 라자스탄 형식으로 표현되어 있다

라다(산스크리트어: राधा Rādhā)는 힌두교 경전인 《바가바타 푸라나》와 비슈누파 전통의 문헌으로 박티 운동의 발전에 있어서 중요한 역할을 한 《기타 고빈다(Gita Govinda)》에서 크리슈나의 어린 시절의 친구이자 훗날의 연인으로 등장하는 힌두교 여신이다.
라다는 라디카(Radhika) · 라다라니(Rādhārānī) · 라디카라니(Radhikarani)로도 불리는데, 특히 독실한 신자들은 라다의 여러 이름들을 부를 때 경칭인 "스리마티(Srimati: 한국어의 여사(女史)나 영어의 Mrs. 또는 Madam에 해당)"를 앞에 붙여서 부른다. 라다는 여신 락슈미의 아바타(화신)들 중의 하나이다.
라다는 거의 항상 크리슈나와 함께 있는 것으로 묘사되고 있다. 헌신적 · 종교적 성격의 힌두교 전통들에서 라다는 지고자와의 합일을 열망하는 인간의 영혼을 상징한다. 특히 오늘날의 가우디야 비슈누파(Gaudiya Vaishnava)의 신학에서는 아주 중요한 위치를 차지하는데 이 분파에서는 라다를 "본원적인 여신", 즉 "샥티"로 여긴다. 또한 비슈누파의 다른 한 분파인 님바르카 삼프라다야(Nimbarka Sampradaya)의 개파자인 님바르카(Nimbarka: 기원전 3096년 또는 기원후 13세기)가 라다(영혼 · 아트만 또는 우주 · 샥티를 상징)와 크리슈나(신 · 브라만을 상징)는 둘이 함께 하여 절대적 진리를 이룬다고 선언한 이후로 라다는 이 분파의 주된 숭배 대상이 되었으며 이러한 숭배가 지금까지 이어져 내려오고 있다. 라다와 크리슈나의 관계에 대한 더 자세한 내용들이 《브라흐마 바이바르타 푸라나(Brahma Vaivarta Purana)》·《가르가 삼히타(Garga Samhita)》· 《브리하드 가우타미야 탄트라(Brihad Gautamiya tantra)》와 같은 문헌들에 들어 있다.